# Жданов, Павел Ильич
Па́вел Ильи́ч Жда́нов (1903-1986) — подполковник Рабоче-крестьянской Красной Армии, участник Великой Отечественной войны, Герой Советского Союза (1943).

## Биография
Павел Жданов родился 16 января 1903 года в городе Слоним (ныне — Гродненская область Белоруссии). После окончания рабфака находился на различных комсомольских должностях. В 1925—1938 годах проходил службу в Рабоче-крестьянской Красной Армии. В 1930 году он окончил Минское военное пехотное училище, в 1935 году — курсы при Военной академии имени Фрунзе. В июне 1941 года Жданов повторно был призван в армию и направлен на фронт Великой Отечественной войны. В 1942 году он окончил курсы «Выстрел». К июлю 1943 года подполковник Павел Жданов командовал 310-м стрелковым полком 8-й стрелковой дивизии 13-й армии Центрального фронта.
За период с 23 июля по 27 сентября 1943 года полк Жданова с боями прошёл более трёхсот километров. В районе города Короп Черниговской области полк успешно форсировал Десну, а затем к северу от Киева переправился через Днепр и Припять. Во всех операциях по форсированиям полк Жданова успешно захватил и расширил плацдармы на западных берегах.
Указом Президиума Верховного Совета СССР от 16 октября 1943 года подполковник Павел Жданов был удостоен высокого звания Героя Советского Союза с вручением ордена Ленина и медали «Золотая Звезда».
После окончания войны Жданов был уволен в запас. Проживал в посёлке Зельва Гродненской области Белорусской ССР, умер 30 августа 1986 года.
Был также награждён орденами Красного Знамени, Суворова 3-й степени, Отечественной войны 1-й степени, Красной Звезды, рядом медалей.